# Route 296 (Québec)
Pour les articles homonymes, voir Route 296.
La route 296 (R-296) est une route régionale québécoise d'orientation nord / sud située sur la rive sud du fleuve Saint-Laurent. Elle dessert la région administrative du Bas-Saint-Laurent.

## Tracé
La route 296 débute à Saint-Michel-du-Squatec à la jonction de la route 295 et prend fin à Sainte-Françoise à la jonction de la route 293. Les routes provinciales portant un numéro pair suivent, en général, le fleuve Saint-Laurent en adoptant globalement une direction est-ouest. Cependant, la route 296 est plutôt orientée du sud au nord sur pratiquement toute sa longueur. Les indications portent d'ailleurs les mentions NORD et SUD.

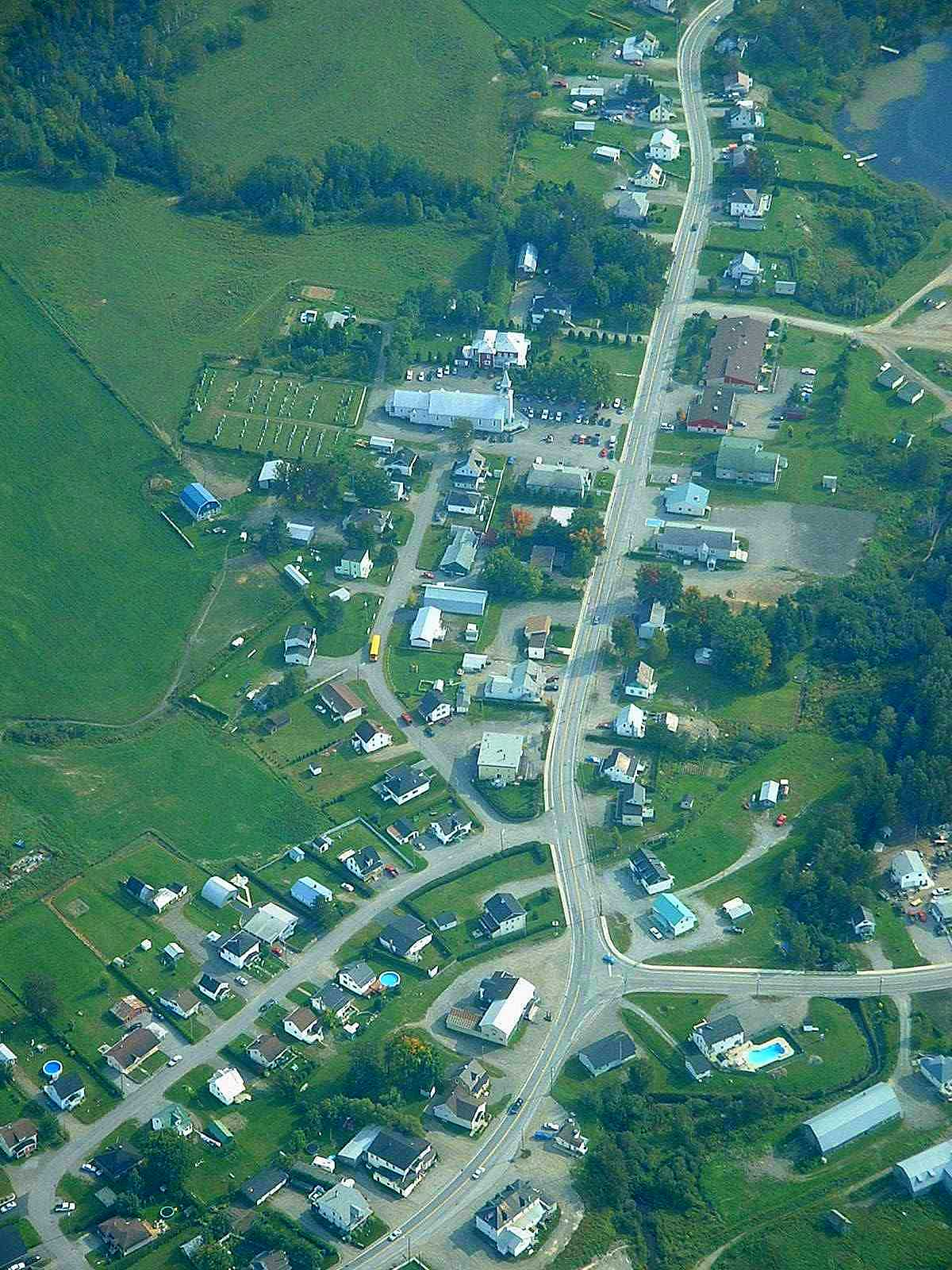
La route 296 partage son itinéraire avec la route 232 à Lac-des-Aigles.
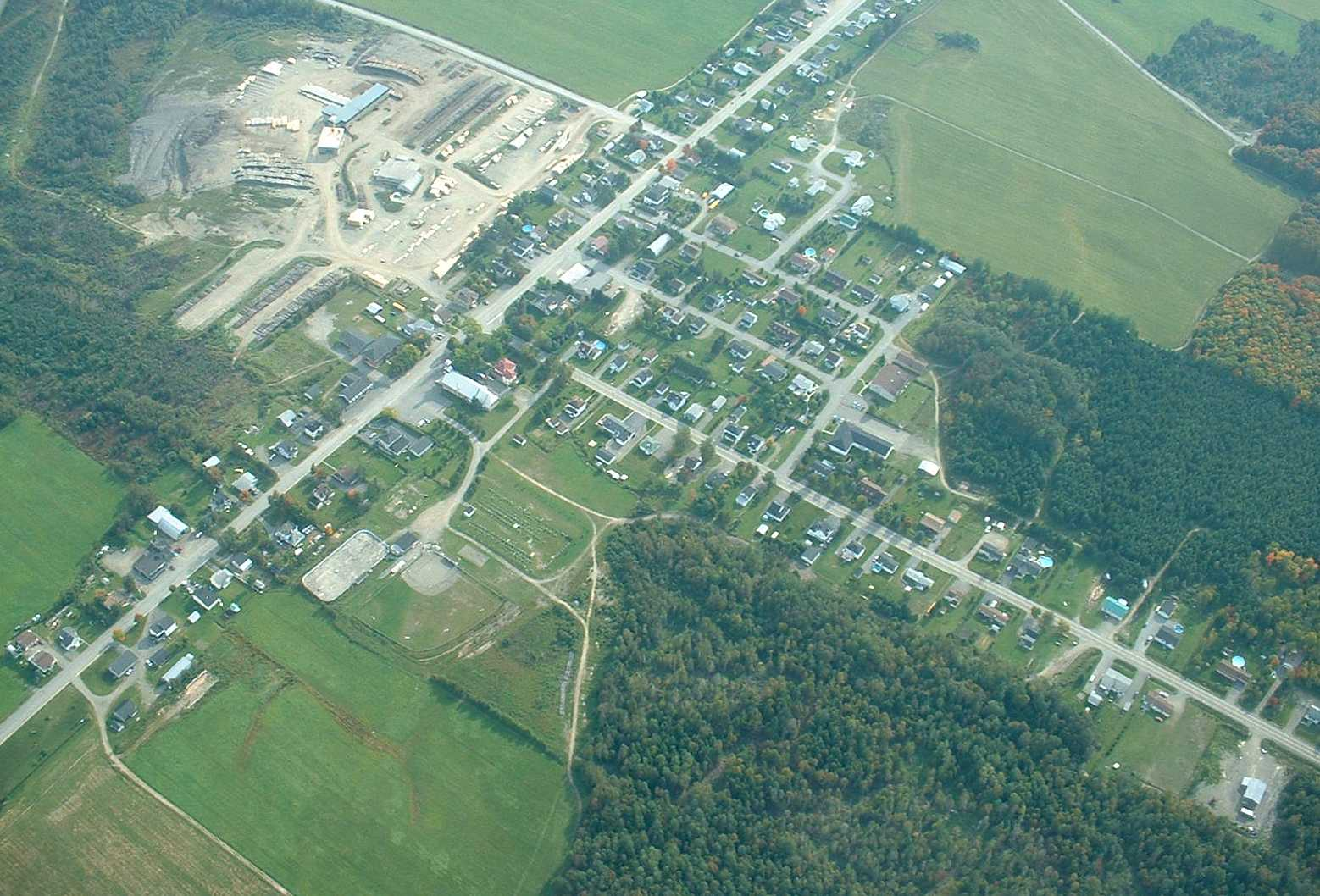
La route 296 bifurque à l'intersection des rues Principale et Berger à Biencourt.

## Localités traversées (du sud au nord)
Liste des municipalités dont le territoire est traversé par la route 296, regroupées par municipalité régionale de comté.

### Bas-Saint-Laurent
Témiscouata
- Saint-Michel-du-Squatec
- Biencourt
- Lac-des-Aigles

Les Basques
- Saint-Médard
- Sainte-Françoise

## Intersections majeures
| MRC                     | Municipalité            | km    | Destinations                                  | Notes                                                                               |
| ----------------------- | ----------------------- | ----- | --------------------------------------------- | ----------------------------------------------------------------------------------- |
| Témiscouata             | Saint-Michel-du-Squatec | 0,00  | R-295 – Lejeune, Dégelis, Squatec             |                                                                                     |
| Témiscouata             | Lac-des-Aigles          | 17,50 | R-232 ouest – Témiscouata-sur-le-Lac, Squatec | Terminus sud du multiplex avec la R-232; Squatec indiqué en direction sud seulement |
| Témiscouata             | Lac-des-Aigles          | 18,10 | R-232 est – Saint-Guy                         | Terminus nord du multiplex avec la R-232                                            |
| Les Basques             | Sainte-Françoise        | 59,30 | R-293 – Trois-Pistoles, Saint-Jean-de-Dieu    |                                                                                     |
| - Terminus de multiplex |                         |       |                                               |                                                                                     |